# Chies d'Alpago
Chies d'Alpago es una localidad italiana de la provincia de Belluno, región de Véneto , con 1.463 habitantes.

## Evolución demográfica
| Gráfica de evolución demográfica de Chies d'Alpago entre 1861 y 2001 |
|                                                                      |
| Fuente ISTAT - elaboración gráfica de Wikipedia                      |